# Ізвесткове (Сакмарський район)
Ізвестко́ве (рос. Изветсковое) — село у складі Сакмарського району Оренбурзької області, Росія.
Стара назва — Ізвестковий.

## Населення
Населення — 88 осіб (2010; 73 у 2002).
Національний склад (станом на 2002 рік):
- росіяни — 84 %